# NSA Scientific Advisory Board
Das National Security Agency Scientific Advisory Board (NSASAB), auch NSA Scientific Advisory Board, ist der Wissenschaftliche Beirat der National Security Agency (NSA), also des Auslandsgeheimdienstes der Vereinigten Staaten von Amerika (USA).

## Funktion
Das NSASAB ist ein Gremium mit beratender Funktion. Es erhält seine Aufgaben vom Direktor der NSA. Diese werden für die Erfüllung des Auftrags der Agentur als so wichtig erachtet, dass eine möglichst objektive Beurteilung durch den Beirat gerechtfertigt ist. Dessen Mitglieder werden aus dem akademischen, industriellen, militärischen und staatlichen Umfeld äußerst sorgfältig ausgewählt, um alle benötigten Facetten abzubilden, die als bedeutsam erachtet werden. Dazu gehören Wissenschaftsgebiete wie Elektronik, Luft- und Raumfahrttechnik, Informatik, Kommunikationssicherheit, Kryptologie, Mathematik, Militärwesen, Nukleartechnik, Telekommunikation, einschließlich Satellitenkommunikation, sowie Signalaufklärung. 
Der Beirat als Kollegium verfügt über ein einzigartiges und besonders breit gefächertes Wissen. Das NSASAB berät entweder in einem Gesamtausschuss oder in kleineren Unterausschüssen, die aus seinen Mitgliedern und weiteren ordnungsgemäß ernannten Beratern gebildet werden. Die erarbeiteten Ergebnisse werden dem Direktor in geeigneter Form präsentiert, eventuell zusammen mit Empfehlungen.

## Geschichte
Vorläuferin des NSASAB war das Armed Forces Security Agency Scientific Advisory Board (AFSASAB), der Wissenschaftliche Beirat der Armed Forces Security Agency (AFSA), ihrerseits als Nachrichtendienst direkte Vorgängerin der am 4. November 1952 gegründeten NSA. Kurze Zeit später, am 22. Januar 1953, wurden die ehemaligen AFSASAB-Mitglieder, unter Leitung von Stewart S. Cairns von der University of Illinois, als NSASAB neu formiert und zur konstituierenden Sitzung des neuen Gremiums am 4. Februar 1953 zusammengerufen. Dabei waren H. P. Corwith von der Western Union, Howard Engstrom von den Engineering Research Associates (ERA), John C. McPherson von IBM, Howard P. „Bob“ Robertson vom Caltech, John von Neumann vom IAS und Samuel S. Wilks von der Princeton University.
Noch im selben Jahr richtete die NSASAB technische Unterausschüsse ein (Panels), beispielsweise für Mathematik. Das erste Mathematik-Panel wurde von Bob Robertson geleitet. Es erarbeitete unter anderem Empfehlungen zur Rekrutierung neuer Mitarbeiter und zur Verbesserung der Effizienz der Agentur auf dem Gebiet der Mathematik. Ebenso empfahl es, langfristige Grundlagenforschungen zur Kryptologie zu betreiben, ohne sich hierbei von tagesaktuellen Problemen ablenken zu lassen. Dies führte schließlich in den 1960er-Jahren zur Einrichtung des NSA-Zentrums für Kommunikationsforschung im Institut für Verteidigungsanalysen.
Das NSASAB erbringt inzwischen seit vielen Jahrzehnten Beiträge zur effizienten und erfolgreichen Arbeit der NSA und existiert bis zum heutigen Tage.